# Ashita no Joe (film)
Ashita no Joe (あしたのジョー) è un film del 2011 diretto da Fumihiko Sori.
Il soggetto è ispirato all'omonimo manga e successivo anime Rocky Joe, con Tomohisa Yamashita che interpreta il protagonista maschile.

## Trama
Situato cronologicamente agli inizi degli anni '60, narra le vicende sentimentali ed esistenziali di Joe Yabuki, un ragazzo orfano cresciuto fin dalla nascita in orfanotrofio e che, dopo esserne fuggito appena compiuti i 18 anni, comincia a viver per la strada, all'interno d'un mondo fatto di miserie e delinquenza. Va ad abitare in una zona di periferia della città, quella riservata agli "ultimi" della società, ai reietti, a tutti quelli che oramai han rinunziato ad una vita dignitosa per abbandonarsi completamente a sé stessi.
In questa radicata situazione di degrado, economico ed umano, s'imbatte in un ex-pugile alcolizzato, Danpei Tange, il quale s'accorge subito del talento pugilistico di Joe (ne rimane anzi letteralmente affascinato) tanto da volerne far un suo protetto. Lo porta a viver con sé in una baracca fatiscente ed inizia ad istruirlo nelle tattiche della boxe. Ma il ragazzo si mette quasi subito nei guai e viene condannato ad un periodo di detenzione nel carcere minorile della zona: qui viene subito coinvolto in una rissa e messo KO da un colpo fenomenale scagliato da Toru Rikishii, un pugile professionista.
Attraverso le lettere di istruzioni quotidianamente speditegli da Danpei, Joe inizia un corso intensivo d'allenamento. Scontata la pena decide d'iniziar la carriera professionale, nel tentativo di sfondar nella sua categoria; la sua tecnica lo rende quasi imbattibile e pertanto molto temuto da tutti gli avversari con cui via via giunge a scontrarsi. Ma più d'ogni altra cosa brama di poter combattere contro il suo "avversario di sempre", ovvero Rikiishi, anzi è stato unicamente per poterlo battere sul ring che ha intrapreso questo sport.
I due riusciranno infine a scontrarsi in un incontro "definitivo" per entrambi: per un domani migliore!.

### Protagonisti
- Joe Kabuki, interpretato da Tomohisa Yamashita
- Toru Rikiishi, interpretato da Yusuke Iseya
- Yoko Shiraki, interpretata da Karina Nose
- Danpei Tange, interpretato da Teruyuki Kagawa

## Produzione
Tomohisa Yamashita per questo ruolo ha dovuto perdere 8,5 kg di peso in un mese.